# 解连环·孤雁
《解连环·孤雁》，是南宋词人张炎的一首词作。

## 诗词原文
|  | 楚江空晚。怅离群万里，恍然惊散。 自顾影、却下寒塘，正沙净草枯，水平天远。 写不成书，只寄得、相思一点。 料因循误了，残毡拥雪，故人心眼。 谁怜旅愁荏苒？谩长门夜悄，锦筝弹怨。 想伴侣、犹宿芦花，也曾念春前，去程应转。 暮雨相呼，怕蓦地、玉关重见。 未羞他、双燕归来，画帘半卷。 |

## 评价
《至正直记》：人皆称之为“张孤雁。”